# Хітаті-Ота

36°32′18″ пн. ш. 140°31′52″ сх. д. / 36.53833° пн. ш. 140.53111° сх. д.
Хіта́ті-О́та (яп. 常陸太田市, ひたちおおたし, МФА: [çitat͡ɕi oːta ɕi̥]) — місто в Японії, в префектурі Ібаракі.

## Короткі відомості
Розташоване в північно-східній частині префектури. Виникло на основі середньовічного призамкового містечка самурайського роду Сатаке. В ранньому новому часу належало автономному уділу Міто-хан, було однією з резиденцій Токуґави Міцукуні. Отримало статус міста 15 липня 1954 року. Основою економіки є сільське господарство, рисівництво, вирощування винограду і японських груш. В місті розташовані руїни замку Ота, маєток Токуґави Міцукуні в Седзансо, буддистські монастирі Сатакедзі і Сайкодзі, усипальниця мітоських Токуґав — Дзуйрюсан. Станом на 1 жовтня 2007 площа міста становила 372,01 км². Станом на 1 серпня 2008 населення міста становило 57 828 осіб.